# Arnout Schuijff
Arnout Schuijff is een Nederlandse internetondernemer die miljardair werd toen hij het bedrijf Adyen, waarvan hij mede-oprichter is, naar de beurs bracht. Ondersteuner van de internationale expansie van het bedrijf en netwerker naar Amerikaanse investeerders, was voormalig Eurocommissaris voor de Digitale Agenda Neelie Kroes. Schuijff vervulde bij de fintech-firma de functie Chief Technology Officer. Hij kondigde herfst 2020 onverwacht aan, het bedrijf per 1 januari 2021 te verlaten. Schuijff ondersteunde de Wikimedia Foundation na 1 juli 2019 met een niet bekendgemaakt groot bedrag.
Per september 2019 was Schuijff nummer 1605 op de Forbes-lijst van miljardairs met een geschat vermogen van US $1,3 miljard.
Na zijn vertrek bij Adyen in 2020 werd Schuijff medeoprichter van het Amsterdamse technologiebedrijf Tebi, waar hij de rol van CEO vervult. Met steun van investeerders houdt deze startup zich bezig met het vereenvoudigen van betalingen, boekhouding en verkoopproces van horecaondernemers.
In mei 2024 werd bekend dat Arnout als eerste investeerder aansloot bij het Amsterdamse ticketingplatform WeTicket.